# Rhyscotoides laxus
Rhyscotoides laxus är en kräftdjursart som först beskrevs av Van Name 1924.  Rhyscotoides laxus ingår i släktet Rhyscotoides och familjen Rhyscotidae. Inga underarter finns listade i Catalogue of Life.